# Легисамон, Викториано
Викториано Легисамон Кристальдо (исп. Victoriano Leguizamón Cristaldo; 23 марта 1922 — 7 апреля 2007) — парагвайский футболист и тренер, играл на позиции полузащитника. Чемпион Южной Америки 1953 года в составе сборной Парагвая.

## Карьера
В возрасте шестнадцати лет Легисамон начал свою футбольную карьеру в родном городе Консепсьон. По достижении восемнадцати лет он перешел в футбольный клуб «Ривер Плейт» из Асунсьон. В 1945 году Викториано подписал контракт с клубом «Либертад», где стал чемпионом Парагвая, а на следующий год отправился в Аргентину, где выступал за клуб Кильмес и позднее за «Бока Хуниорс». В 1950 году Легисамон вернулся в Парагвай и присоединился к клубу «Олимпия», где играл до 1956 года.
Легисамон был в составе сборной Парагвая, представлявшей страну на чемпионате мира 1950 года, а также в чемпионате Южной Америки 1953 года, который в итоге был выигран сборной Парагвая. Всего Легисамон провел 19 матчей в составе национальной сборной, однако не сумел забить ни одного гола.
Легисамон также руководил несколькими футбольными командами из своего родного города.

## Личная жизнь
Викториано Легисамон скончался в возрасте 85 лет из-за инсульта.

## Достижения
- «Либертад»
  - Чемпион Парагвая (1): 1949[5]
- Сборная Парагвая
  - Чемпион Южной Америки (1): 1953[6]